# 3e Screen Actors Guild Awards
De 3e Screen Actors Guild Awards, waarbij prijzen werden uitgereikt voor uitstekende acteerprestaties in film en televisie voor het jaar 1996, gekozen door de leden van de Screen Actors Guild, vonden plaats op 22 februari 1997 in het Shrine Auditorium in Los Angeles. De prijs voor de volledige carrière werd uitgereikt aan Angela Lansbury.

## Film

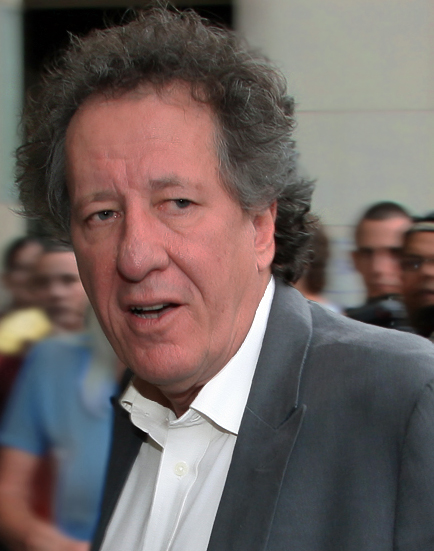
Geoffrey Rush (Shine), winnaar mannelijke acteur in een hoofdrol

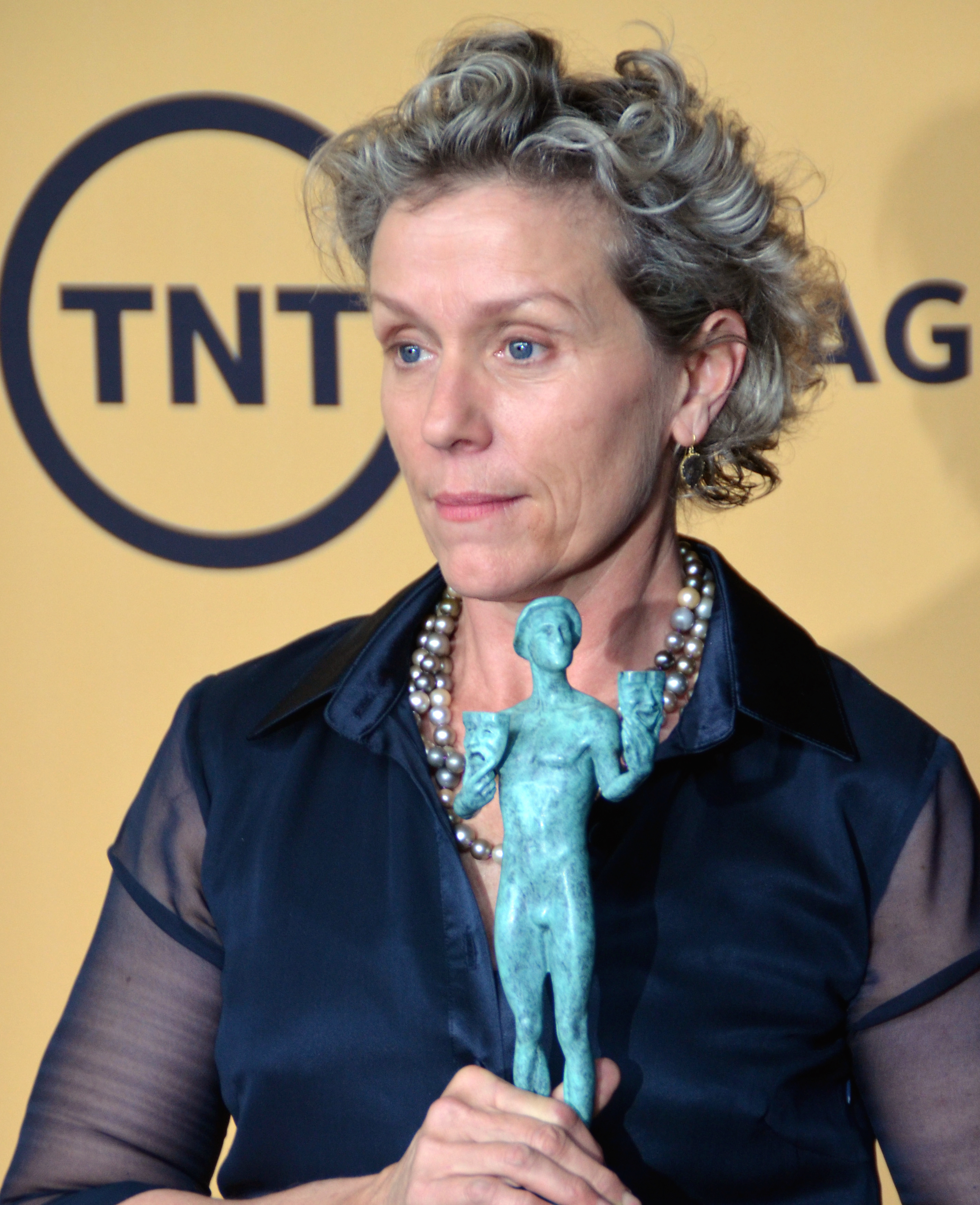
Frances McDormand (Fargo), winnaar vrouwelijke acteur in een hoofdrol

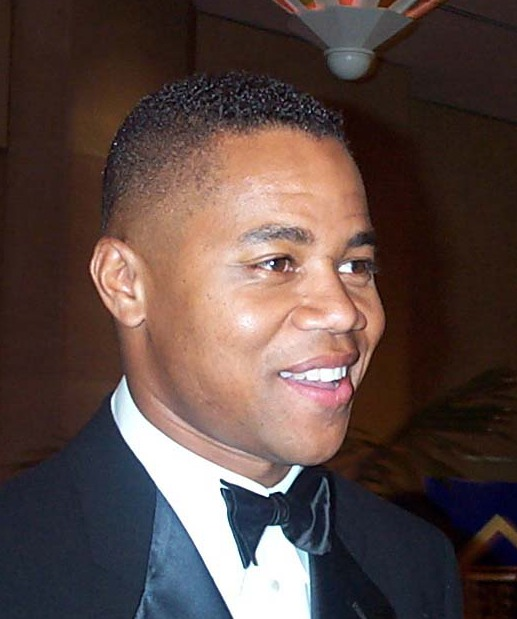
Cuba Gooding jr. (Jerry Maguire), winnaar mannelijke acteur in een bijrol

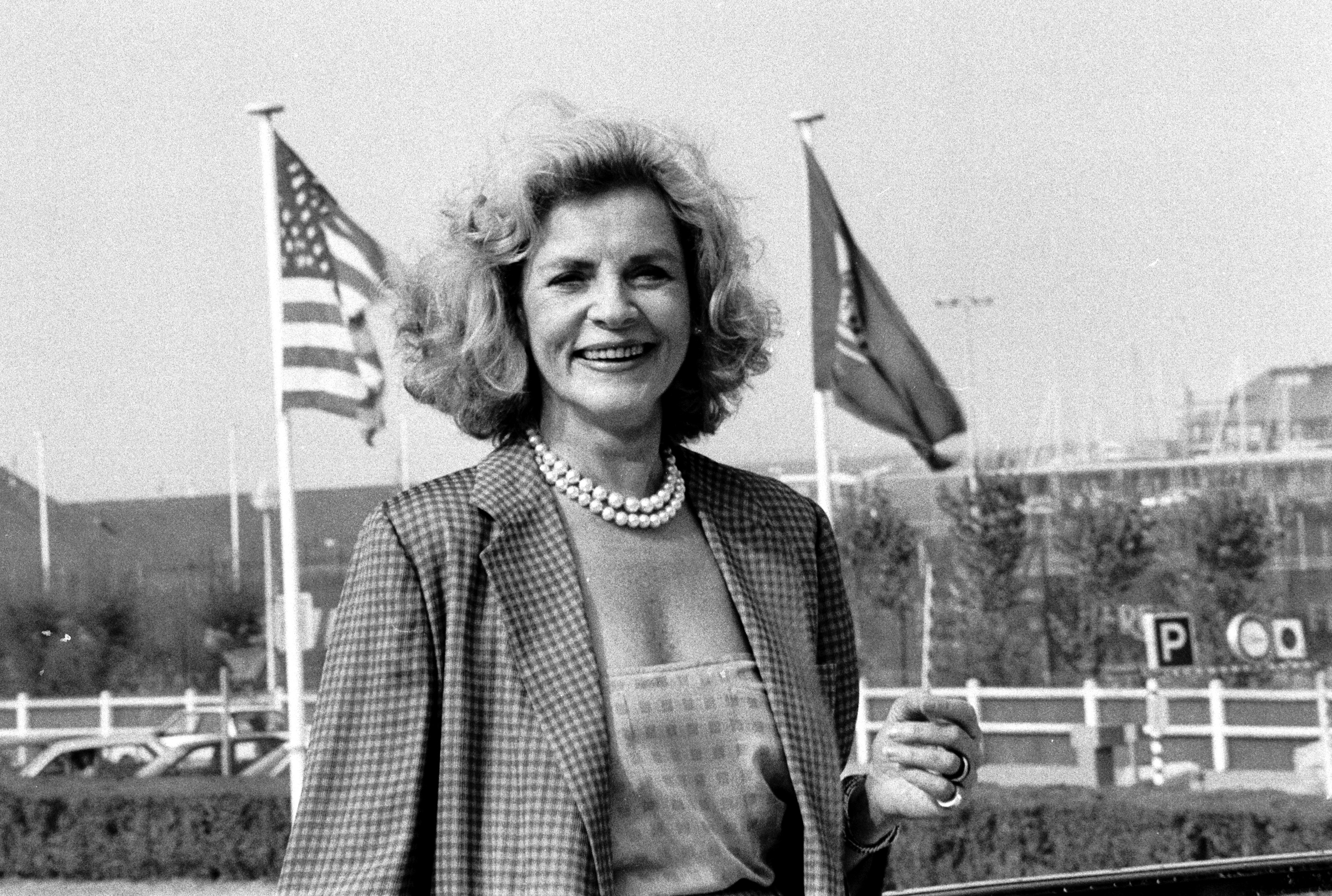
Lauren Bacall (The Mirror Has Two Faces), winnaar vrouwelijke acteur in een bijrol

De winnaars staan bovenaan in vet lettertype.

#### Cast in een film
Outstanding Performance by a Cast in a Motion Picture
- The Birdcage
  - The English Patient
  - Marvin's Room
  - Shine
  - Sling Blade

#### Mannelijke acteur in een hoofdrol
Outstanding Performance by a Male Actor in a Leading Role
- Geoffrey Rush - Shine
  - Tom Cruise - Jerry Maguire
  - Ralph Fiennes - The English Patient
  - Woody Harrelson - The People vs. Larry Flynt
  - Billy Bob Thornton - Sling Blade

#### Vrouwelijke acteur in een hoofdrol
Outstanding Performance by a Female Actor in a Leading Role
- Frances McDormand - Fargo
  - Brenda Blethyn - Secrets & Lies
  - Diane Keaton - Marvin's Room
  - Gena Rowlands - Unhook the Stars
  - Kristin Scott Thomas - The English Patient

#### Mannelijke acteur in een bijrol
Outstanding Performance by a Male Actor in a Supporting Role
- Cuba Gooding jr. - Jerry Maguire
  - Hank Azaria - The Birdcage
  - Nathan Lane - The Birdcage
  - William H. Macy - Fargo
  - Noah Taylor - Shine

#### Vrouwelijke acteur in een bijrol
Outstanding Performance by a Female Actor in a Supporting Role
- Lauren Bacall - The Mirror Has Two Faces
  - Juliette Binoche - The English Patient
  - Marisa Tomei - Unhook the Stars
  - Gwen Verdon - Marvin's Room
  - Renée Zellweger - Jerry Maguire

## Televisie

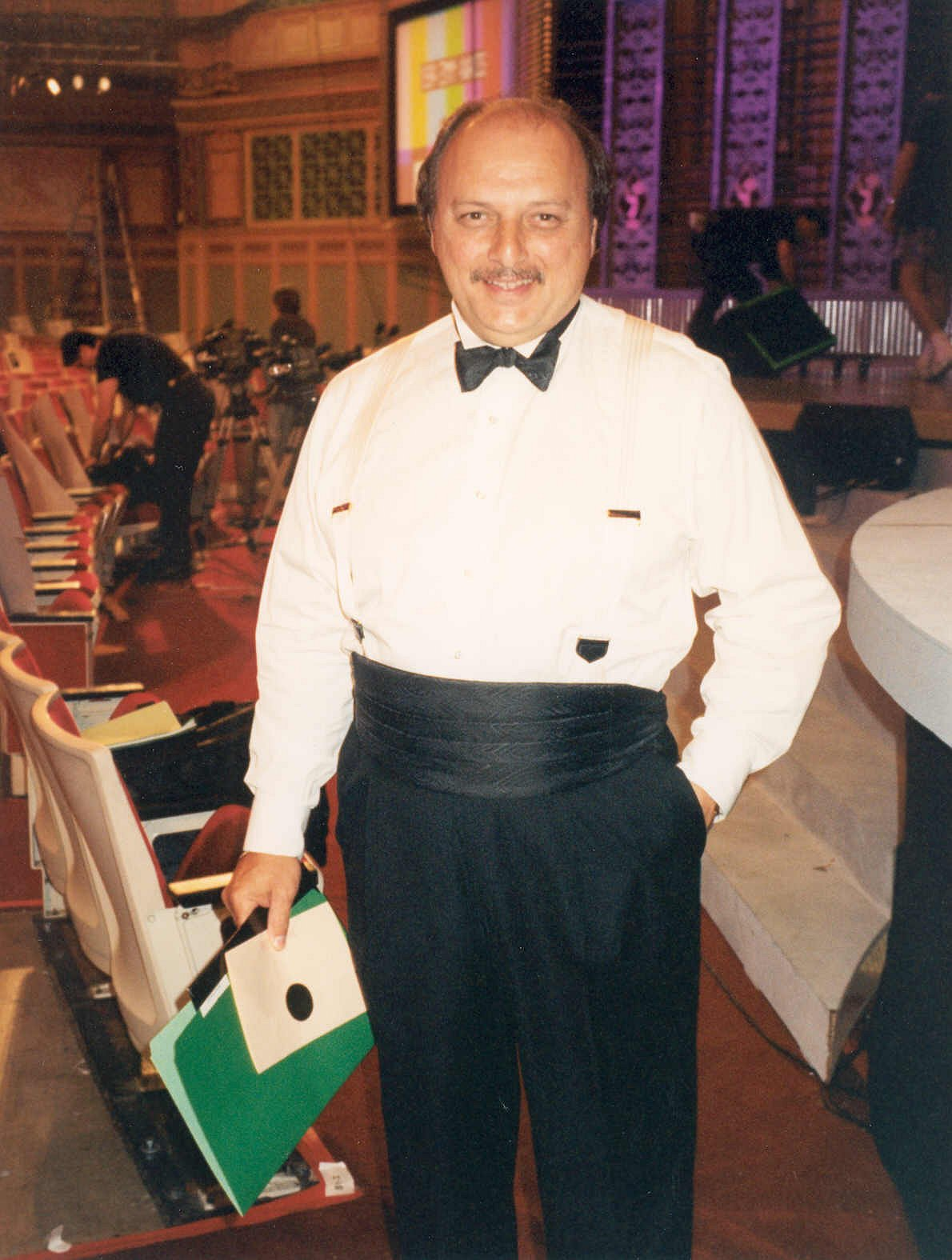
Dennis Franz (NYPD Blue), winnaar mannelijke acteur in een dramaserie

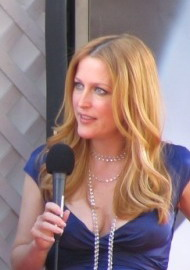
Gillian Anderson (The X-Files), winnaar vrouwelijke acteur in een dramaserie

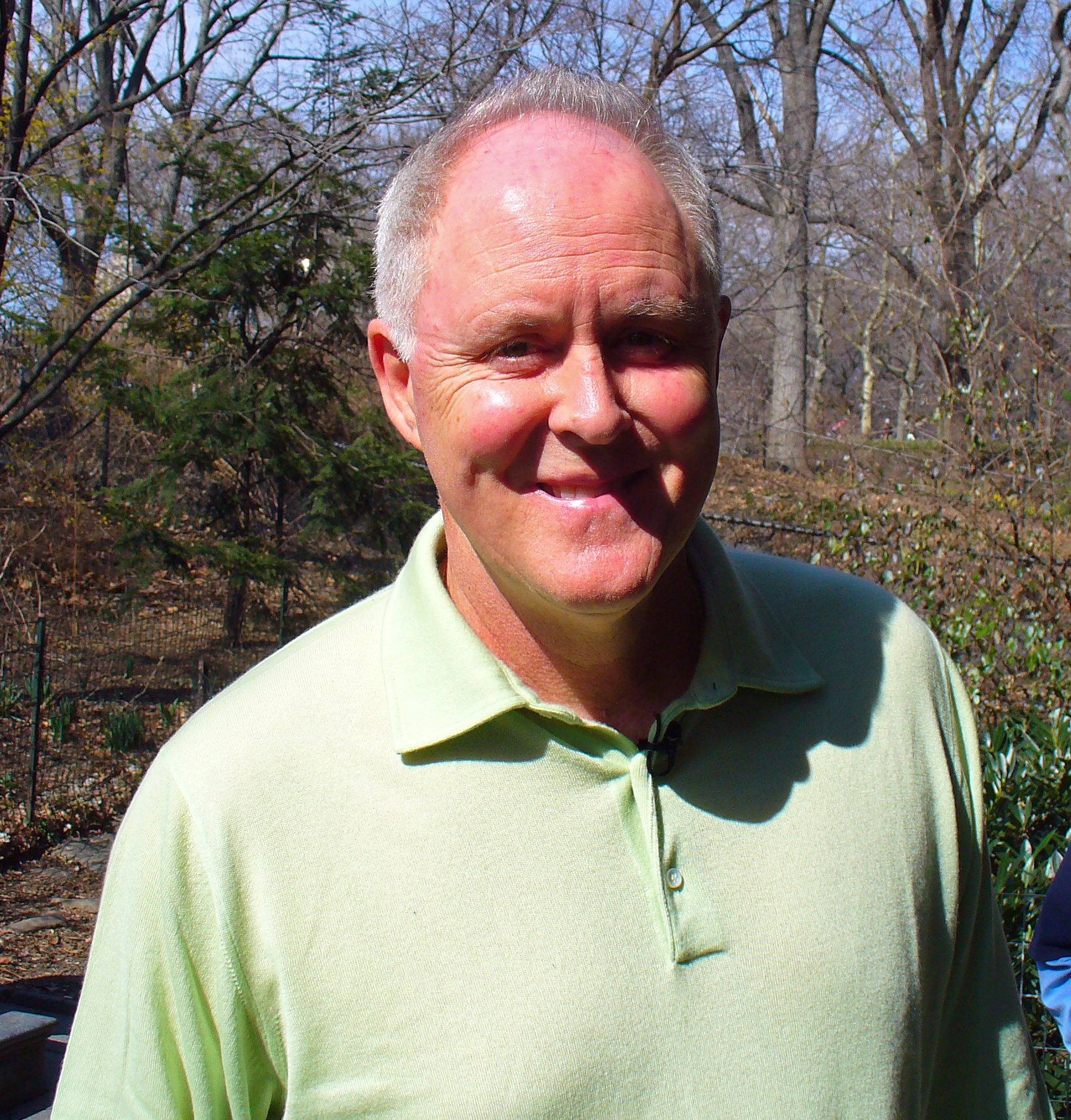
John Lithgow (3rd Rock from the Sun), winnaar mannelijke acteur in een komedieserie

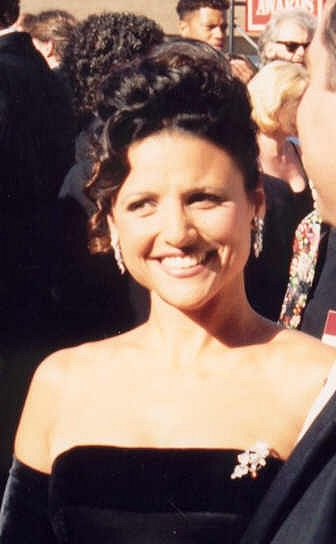
Julia Louis-Dreyfus (Seinfeld), winnaar vrouwelijke acteur in een komedieserie

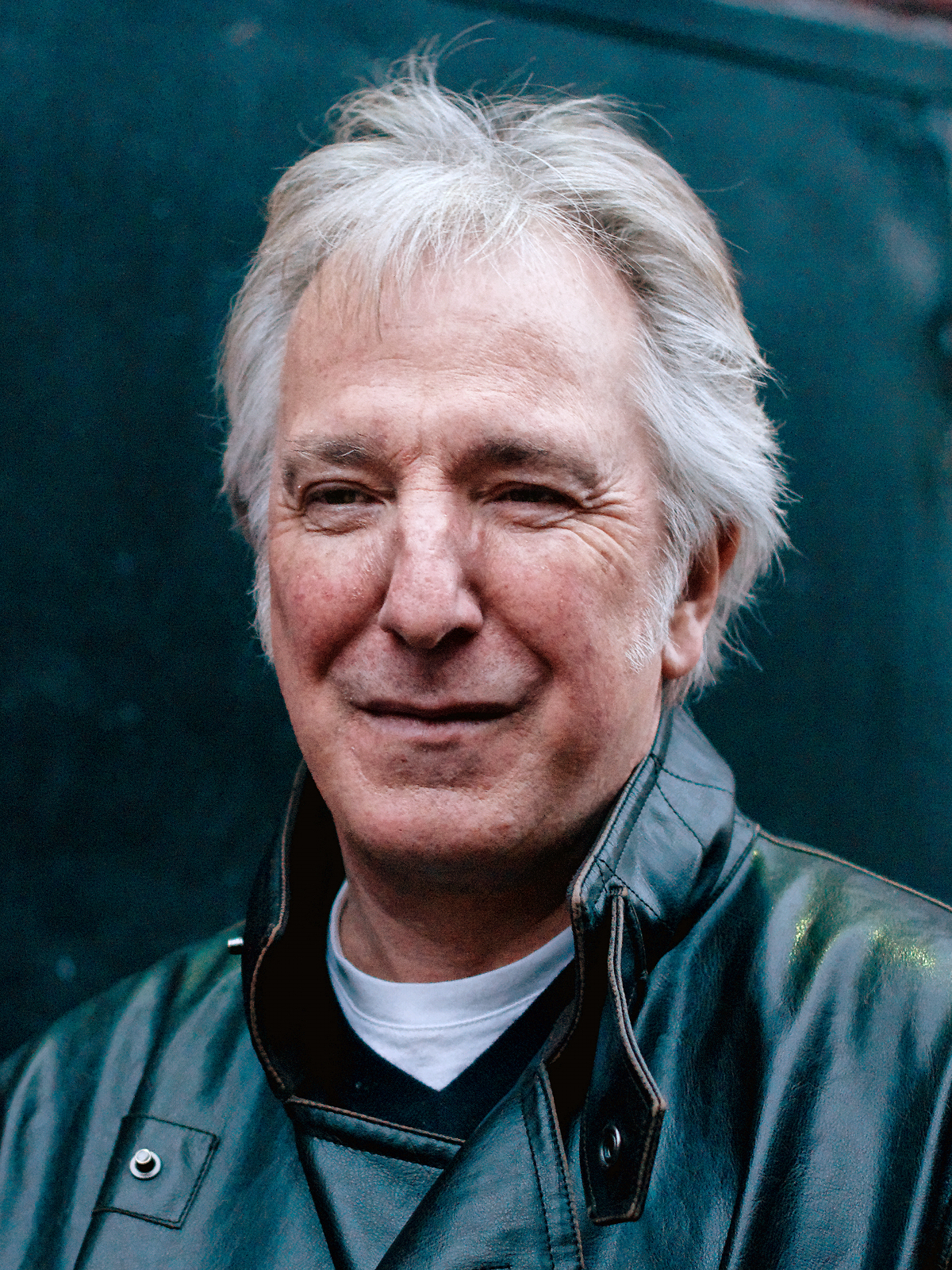
Alan Rickman (Rasputin), winnaar mannelijke acteur in een miniserie of televisiefilm

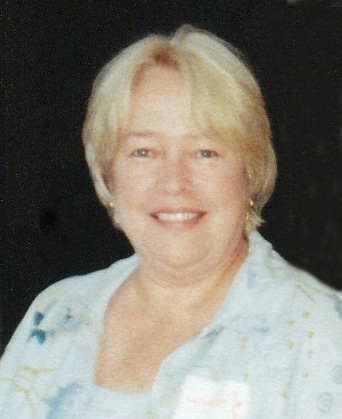
Kathy Bates (The Late Shift), winnaar vrouwelijke acteur in een miniserie of televisiefilm

De winnaars staan bovenaan in vet lettertype.

#### Ensemble in een dramaserie
Outstanding Performance by an Ensemble in a Drama Series
- ER
  - Chicago Hope
  - Law & Order
  - NYPD Blue
  - The X-Files

#### Mannelijke acteur in een dramaserie
Outstanding Performance by a Male Actor in a Drama Series
- Dennis Franz - NYPD Blue
  - George Clooney - ER
  - David Duchovny - The X-Files
  - Anthony Edwards - ER
  - Jimmy Smits - NYPD Blue

#### Vrouwelijke acteur in een dramaserie
Outstanding Performance by a Female Actor in a Drama Series
- Gillian Anderson - The X-Files
  - Kim Delaney - NYPD Blue
  - Christine Lahti - Chicago Hope
  - Della Reese - Touched by an Angel
  - Jane Seymour - Dr. Quinn, Medicine Woman

#### Ensemble in een komedieserie
Outstanding Performance by an Ensemble in a Comedy Series
- Seinfeld
  - 3rd Rock from the Sun
  - Frasier
  - Mad About You
  - Remember WENN

#### Mannelijke acteur in een komedieserie
Outstanding Performance by a Male Actor in a Comedy Series
- John Lithgow - 3rd Rock from the Sun
  - Jason Alexander - Seinfeld
  - Kelsey Grammer - Frasier
  - David Hyde Pierce - Frasier
  - Michael Richards - Seinfeld

#### Vrouwelijke acteur in een komedieserie
Outstanding Performance by a Female Actor in a Comedy Series
- Julia Louis-Dreyfus - Seinfeld
  - Christine Baranski - Cybill
  - Ellen DeGeneres - Ellen
  - Helen Hunt - Mad About You
  - Kristen Johnston - 3rd Rock from the Sun

#### Mannelijke acteur in een miniserie of televisiefilm
Outstanding Performance by a Male Actor in a Television Movie or Miniseries
- Alan Rickman - Rasputin
  - Armand Assante - Gotti
  - Beau Bridges - Hidden in America
  - Robert Duvall - The Man Who Captured Eichmann
  - Ed Harris - Riders of the Purple Sage

#### Vrouwelijke acteur in een miniserie of televisiefilm
Outstanding Performance by a Female Actor in a Television Movie or Miniseries
- Kathy Bates - The Late Shift
  - Anne Bancroft - Homecoming
  - Stockard Channing - An Unexpected Family
  - Jena Malone - Bastard out of Carolina
  - Cicely Tyson - The Road to Galveston